# Fox Sports Premium (México)
Fox Sports Premium es un canal de televisión por suscripción prémium mexicano de origen estadounidense dedicado a la transmisión de eventos deportivos de pago por evento. Comenzó sus transmisiones el día 2 de abril de 2022 con la emisión del WrestleMania 38.

## Historia
En 2018, Fox Networks Group Latin America obtuvo las transmisiones de los partidos como local del Monterrey, Tijuana y Santos Laguna (cuyo contrato comenzaría al año siguiente), que se sumaban a las transmisiones del León y Pachuca, sumando esto a su portafolio de eventos deportivos con transmisiones de la Bundesliga (fútbol), UFC (artes marciales mixtas) y Fórmula 1 (automovilismo), además de eventos de la empresa de lucha libre profesional WWE.
El 17 de septiembre de 2018, la cadena dio a conocer un comunicado mismo que se emitió en programas como Central Fox y Fox Sports Radio donde anunciaban el lanzamiento entonces para México y Centroamérica de Fox Sports Premium, para enero de 2019. Entonces anunciaban para el canal contenidos como partidos de Liga MX en exclusiva, partidos de la Liga de Campeones de la Concacaf, la Superliga Argentina, partidos en exclusiva de la Bundesliga, UEFA Champions League y UEFA Europa League, así como la temporada completa de la Fórmula 1, la UFC y WWE con los eventos de WrestleMania y SummerSlam, así como peleas de box exclusivas.
Por razones que su momento no se dieron a conocer, la oferta anunciada nunca se lanzó. Sin embargo, la venta de los activos de Fox a Disney coincidió con este suceso.
Fox Sports México fue vendido al Grupo Multimedia Lauman, en una medida tomada por el Instituto Federal de Telecomunicaciones para evitar que Disney monopolizara la oferta de contenidos deportivos al fusionar Fox Sports con ESPN, como si ocurrió en la mayor parte de Latinoamérica. De esta forma, Lauman logran obtener los derechos en exclusiva de la Fórmula 1, WWE y la UFC, incluidos los PPV, que entonces se transmitían por Star Action, canal que formaba parte de Star Premium y que posteriormente saldría del aire para mudarse a la plataforma streaming Star+.
Finalmente, el 5 de marzo de 2022 durante la transmisión del partido entre Querétaro vs Atlas de la Liga MX se anuncia el lanzamiento del canal, y posteriormente saldrían al aire sus promocionales. Se anunciado su estreno para el 2 de abril, con la transmisión de WrestleMania 38 programado para ese día y el siguiente, y aunque en principio se supuso que solo serían contenidos que anteriormente se transmitían en Star Action, así como partidos en exclusiva de la Liga MX de los equipos a los que transmiten, días antes de su estreno se lanzó el comunicado informando sobre los contenidos que se transmitirían, así como las modalidades a la venta: ya sea a través del canal prémium o vía streaming.

## Controversias
El 31 de julio de 2022, tanto Fox Sports como 'Fox Sports Premium fueron objeto de críticas debido a que, mientras se transmitía un partido de León vs. América del Torneo Apertura 2022, esta cadena sacara del aire la transmisión del partido por internet que se emitía en YouTube a través de Claro Sports. El motivo, según Fox Sports, fue por incumplimiento de derechos de autor. Claro Sports recuperó la transmisión solo para que, minutos después, fuera nuevamente sacada del aire por Fox Sports.
En un comunicado, América Móvil, Claro Sports y Marca Claro a través de su director de contenidos Arturo Elías Ayub explicaron que ellos también tenían los derechos para transmitir los partidos como local del León, por lo cual iniciarían acciones legales contra Fox Sports y su matriz Grupo Multimedia Lauman por daños y prejuicios.
Por otro lado, Fox Sports sacó también un comunicado donde declaraban que tenían toda responsabilidad del incidente, pero que no permitirían que partidos con derechos entre Fox y otras cadenas se emitan gratuitamente, ya que algunos se transmiten solo en la señal Premium.  
Según el comunicado:

En Fox Sports México adquirimos estos derechos y los ofrecemos a nuestros suscriptores a través de las diferentes plataformas donde nos distribuimos, incluyendo los sistemas de TV de paga y de streaming, por lo que no podemos permitir que los derechos se transmitan sin costo a través de YouTube o de cualquier otra plataforma gratuita, cuando hay suscriptores que pagan por este contenido
Fox Sports México

 Poco después, ambas cadenas iniciaron negociaciones para evitar nuevos incidentes.

## Logotipos

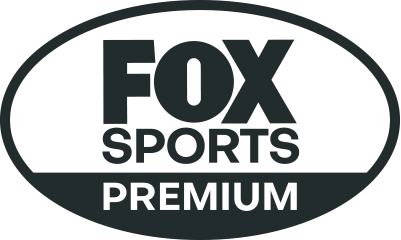
Desde abril de 2022 hasta la actualidad
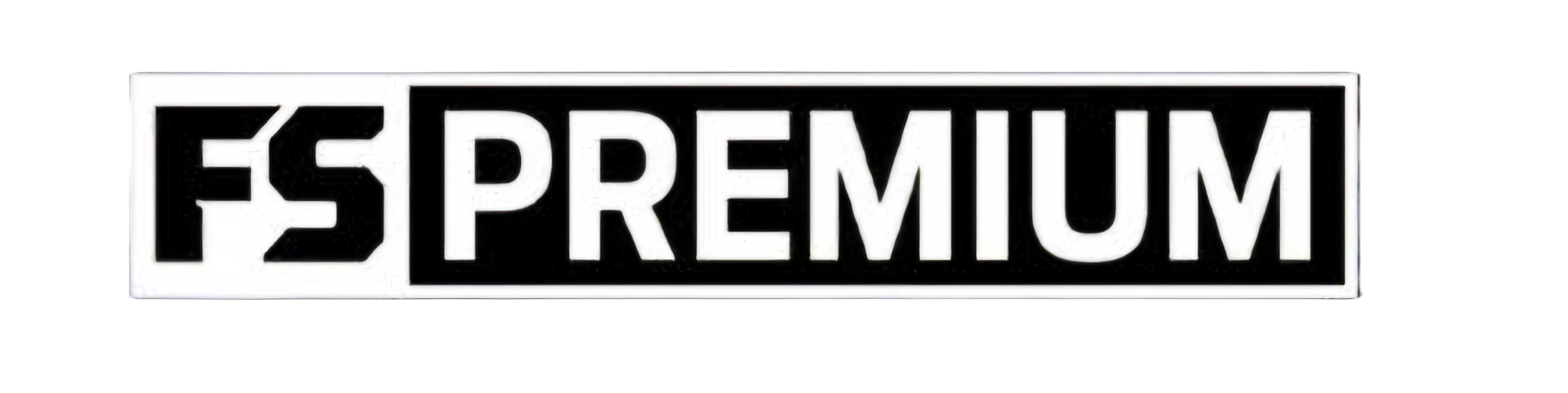
Desde 2022 (alternativo)